# Боротьба Батлера
«Боротьба Батлера» (англ. Battling Butler) — американська чорно-біла німа кінокомедія Бастера Кітона 1926 року.

## Сюжет
Батько Альфреда хоче зробити із сина справжнього чоловіка і посилає його на полювання і риболовлю. Той нічого не ловить і ні в кого не може попасти, зате закохується в дівчину з гір. Її батько і брати висміюють його, але тут їм повідомляють, що це Альфред «Боєць» Батлер, чемпіон…

## У ролях
- Селлі О'Ніл — дівчина з гір
- Волтер Джеймс — її батько
- Бадд Файн — її брат
- Френсіс МакДональд — Альфред «Боєць» Батлер
- Мері О'Браєн — його дружина
- Том Вілсон — його тренер
- Едді Борден — його менеджер
- Бастер Кітон — Альфред Батлер
- Шнітц Едвардс — його батько